# Cocotropus monacanthus
Cocotropus monacanthus är en fiskart som först beskrevs av Gilchrist, 1906.  Cocotropus monacanthus ingår i släktet Cocotropus och familjen Aploactinidae. Inga underarter finns listade i Catalogue of Life.